# Gloryhole

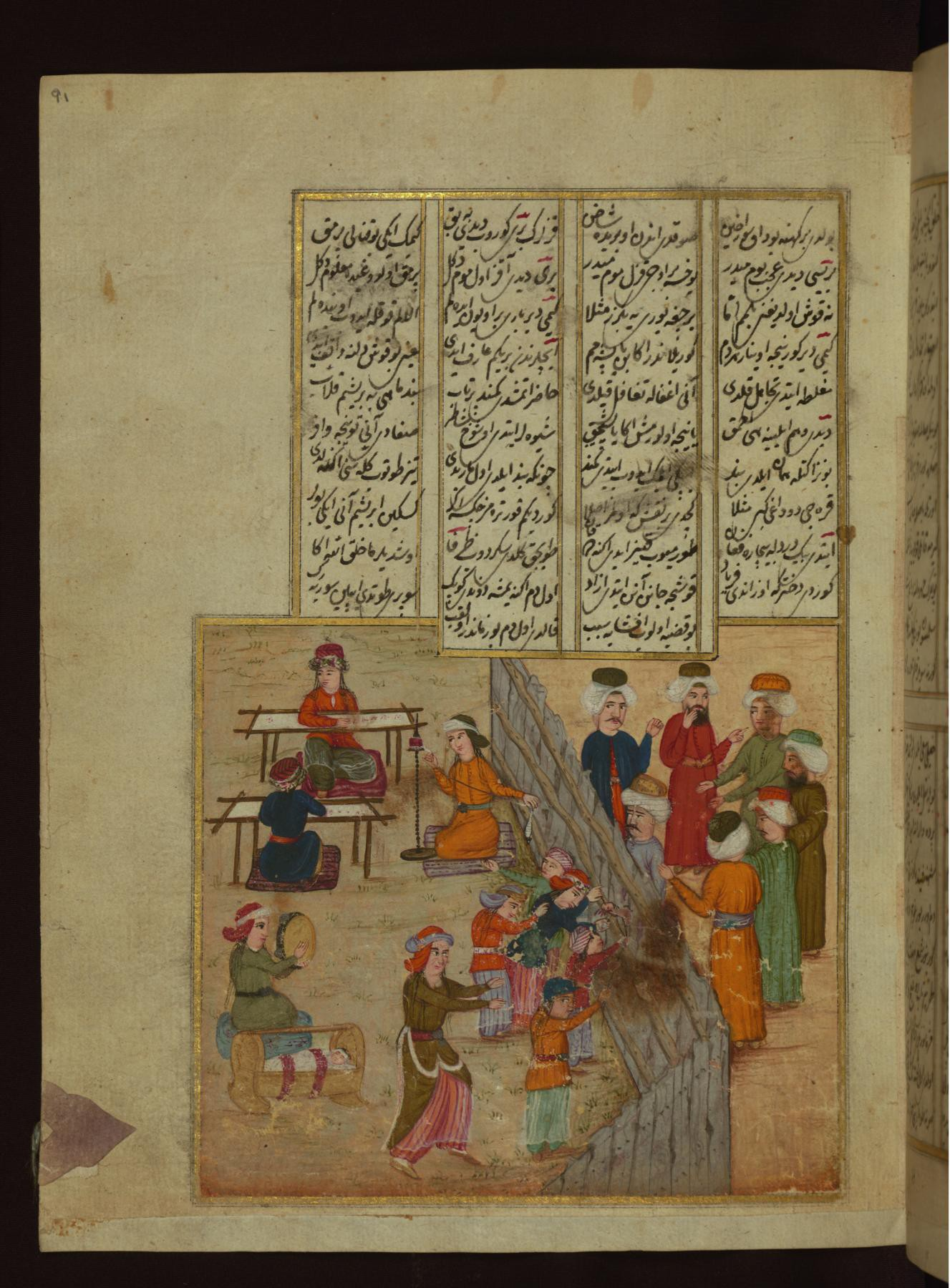
Een Turkse prent uit de 17e eeuw waar iemand gebruikt maakt van een gloryhole

Een gloryhole is een Engelse term voor een gat in een muur dat bedoeld is om het mogelijk te maken anonieme seks te hebben. Gloryholes komen meestal voor in openbare toiletten of in cabines in peepshows. Een gloryhole wordt gebruikt om de mannelijke partner, of één van de mannelijke partners, zijn erecte lid door het gat te laten steken opdat de andere partner hem seksueel kan bevredigen. Meestal gebeurt dit door orale seks, maar soms is er ook sprake van vaginale of anale geslachtsgemeenschap.
Gloryholes worden vooral geassocieerd met de homosubcultuur.  Een gloryhole wordt vaak gebruikt wanneer een of beide seksuele partners zichzelf niet identificeren als homoseksueel of biseksueel, waarbij de muur anonimiteit biedt. Gloryholes zijn soms het onderwerp van erotische literatuur en zijn ook in pornofilms een geliefd thema. Het bestaan van gloryholes werd bij een breder publiek bekend door een scene uit de Hollywoodkomedie The Sweetest Thing uit 2002, waarin het personage van actrice Cameron Diaz, die nog nooit van een gloryhole heeft gehoord, een erecte penis in het oog krijgt als ze probeert door het gat te gluren.